# Erromango
Erromango è l'isola più grande della provincia di Tafea, la provincia più meridionale dell'arcipelago di Vanuatu. Il suo punto più alto è il Monte Santop, a 886 metri sul livello del mare. I principali centri abitati sono i villaggi di Port Narvin (Potnarvin) e Dillons Bay (Upongkor). La superficie totale è di 888 km².
In passato l'isola era stata chiamata Martyr's Island dai missionari presbiteriani, il 20 novembre 1839 a Dillon's Bay erano sbarcati John Williams e il suo assistente James Harris della London Missionary Society, che furono uccisi e in seguito mangiati dalla popolazione che all'epoca praticava ancora l'antropofagia.
Intorno al 1825 l'isola diventò un'ambita meta per i commercianti di legno di sandalo, vi si trovavano infatti folte foreste di Santalum album, uno dei commercianti più celebri, Peter Dillon, fece fortuna scambiando il legname, molto ricercato in Cina e Giappone con il tè. Nell'arco di pochi decenni le risorse di legname furono completamente devastate e sull'isola si abbatterono i cosiddetti blackbirders, che catturavano la popolazione per impiegarla nelle piantagioni sulle isole Figi o in Australia.
Attualmente vengono nuovamente sfruttate le risorse forestali di kauri neozelandese e di altre essenze ma in maniera ambientalmente compatibile. È in fase di creazione la Kauri Reserve.
La penisola di Traitor's Head, a nord della Cook Bay sulla costa orientale è costituita da tre stratovulcani, nel 1881 si verificò l'eruzione di un cratere sottomarino tra la penisola e la vicina isola di Goat Island.
Recenti indagini geologiche hanno rilevato l'esistenza di piccoli depositi di manganese.